# Émeline Bolmont
Émeline Bolmont est une astronome française. Docteur en astrophysique, elle est spécialiste de climatologie des exoplanètes. Depuis le 1er novembre 2018, elle est professeure assistante membre de l'équipe Exoplanètes du département d'astronomie de l'Université de Genève et du pôle de recherche national PlanetS.

## Formation et carrière
Le 1er novembre 2018, elle devient professeure associée à l'Université de Genève et rejoint le groupe Exoplanètes du département d'astronomie ainsi que le pôle de recherche national suisse PlanetS.